# Prowincja Bazéga
Prowincja Bazéga, także Bazèga – jedna z 45 prowincji w Burkina Faso.
Prowincja ma powierzchnię prawie 4 tysięcy km². W 2006 roku w prowincji mieszkało ponad 238 tysięcy ludzi. W 1996 roku na jej terenach zamieszkiwało prawie 214 tysięcy osób.